# Olav Wernersen
Olav Wernersen, född 8 juni 1936 i Norge , död 17 februari 2006 i Göteborgs Carl Johans församling, Göteborg, var en norsk-svensk dragspelare. Han blev nordisk mästare på dragspel 1952 i Köpenhamn.[källa behövs] Under många år ingick han i husbandet hos Lennart Hylands Gomorronprogram. Han mottog Albin Hagströms Minnespris 2004.